# 12376 Cochabamba
12376 Cochabamba è un asteroide della fascia principale. Scoperto nel 1994, presenta un'orbita caratterizzata da un semiasse maggiore pari a 2,5663696 UA e da un'eccentricità di 0,2442906, inclinata di 6,59786° rispetto all'eclittica.